# Lateinersegel

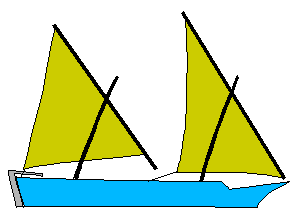
Lateinersegel

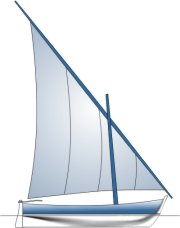
Vela Latina

Das Lateinersegel ist ein Schratsegel aus einem dreieckigen Tuch, das mit dem Rutenliek an der Rute oder lateinische Rah genannten Spiere angeschlagen ist. Die Rute ist zumeist annähernd mittig am Mast befestigt. Zum Segeln wird die Rute schräg gestellt, etwa so, dass eine Seite des Segels horizontal verläuft und mit dem Tau an der Spitze gespannt wird. Je nach Windrichtung kann das Segel auf beide Seiten geschwenkt werden, wozu die gesamte Rute neu ausgerichtet werden muss.

## Herkunft des Namens
Die Herkunft des Namens Lateinersegel ist nicht genau geklärt. Eine Deutung besagt, dass die nordeuropäischen Seefahrer den Namen nach den Lateinern, die es benutzten, vergaben. Eine andere Deutung verweist auf den Ausdruck alla trina (dreieckig) für das Segel. Das Rahsegel hieß analog alla quadrata.

## Geschichte und Gebrauch
Das Lateinersegel kam im 2.–4. Jahrhundert n. Chr. in der römischen Mittelmeerschifffahrt auf, zunächst vor allem auf kleineren und Küstenfahrzeugen. Dem belgischen Marinehistoriker Lucien Basch zufolge lassen sich in der hellenistischen Seefahrt echte Lateinersegel sogar bis in das erste vorchristliche Jahrhundert zurückverfolgen. Die Hochzeit des Lateinersegels lag im Mittelalter. Ab dem 6. Jahrhundert dominierte es die Segelschifffahrt im Mittelmeerraum derart, dass das bis dahin vorherrschende Rahsegel erst im Spätmittelalter wieder wirklich greifbar wird. Das Lateinersegel erlaubte, höher am Wind zu segeln, wodurch das Kreuzen vereinfacht und die Fahrtzeit gegen den Wind erheblich verkürzt wurden.
Im 13. Jahrhundert wurden Lateinersegel am Genfersee eingeführt, bei dessen Windverhältnissen sie sich bewährten. Zunächst wurden sie für militärische, ab der zweiten Hälfte des 17. Jahrhunderts auch für zivile Schiffe genutzt. Ihre größte Verbreitung hatten die Lateinersegler in der Zeit der Belle Époque zum Transport von Baumaterialien. Ab den 1920er-Jahren ging dirch die Konkurrenz mit Eisenbahn, Straße und Motorschiffen die Zahl der Lateinersegler auf zwei Schiffe im Jahre 1958 zurück. es nur noch zwei von ihnen, die Neptune in Genf und die Vaudoise in Lausanne. Um die 2000er-Jahre wurden mehrere Rekonstruktionen gebaut, darunter der weltweit größte bestehende Lateinsegler Savoie und die als Schulschiff genutzte Demoiselle.
Die Schiffe im Zeitalter der Entdeckung, Karavellen, Karacken und Galeonen, benutzten Rahsegel auf den vorderen und Lateinersegel auf den hinteren Masten. Bei sehr großen Schiffen dieser Zeit wurden gelegentlich zwei Lateinersegel übereinander gefahren, was aber sehr schlecht zu bedienen war.
Das eng mit dem Setteesegel verwandte Lateinersegel wurde im 17. Jahrhundert zum Luggersegel und zum Gaffelsegel weiterentwickelt; die Spieren zum Aufspannen des Gaffelsegels, Baum und Gaffel genannt, sind mit einem Ende am Mast angeschlagen und damit bei Manövern erheblich einfacher zu handhaben.

## Kulturerbe-Kandidatur
Ende März 2025 reichten Kroatien, Frankreich, Griechenland, Spanien, Italien und die Schweiz eine multinationale Kandidatur zur Aufnahme der „Kunst des Segelns unter Lateinersegeln“ in die Repräsentative Liste des immateriellen Kulturerbes der Menschheit, mit dem Ziel, eine lebendige Segel- und Seeschifffahrtstradition zu erhalten. Die UNESCO könnte bis Ende 2026 über die Aufnahme entscheiden.